# Redentora
Redentora est une municipalité brésilienne de l'État du Rio Grande do Sul dans la Microrégion de Três Passos.